# Romanzo italiano
Romanzo italiano è un programma televisivo italiano condotto da Annalena Benini, in onda su Rai 3.

## Il programma
In ogni puntata la conduttrice Annalena Benini visiterà una regione italiana e intervisterà scrittori della letteratura italiana contemporanea, visitando in loro compagnia i luoghi che hanno ispirato i loro lavori letterari.

## Puntate
| Puntata          | Regione        | Scrittori intervistati                                                                                               |
| ---------------- | -------------- | --- |
| 21 dicembre 2019 | Campania       | Valeria Parrella (Bagnoli, Napoli), Francesco Piccolo (Caserta), Antonio Pascale (Caserta), Diego De Silva (Salerno) |
| 28 dicembre 2019 | Toscana        | Marco Malvaldi (Pisa), Sandro Veronesi (Roccamare), Teresa Ciabatti (Orbetello), Fabio Genovesi (Forte dei Marmi)    |
| 4 gennaio 2020   | Puglia         | Gianrico Carofiglio (Bari), Donato Carrisi (Martina Franca), Mario Desiati (Valle d'Itria)                           |
| 11 gennaio 2020  | Emilia-Romagna | Carlo Lucarelli (Bologna), Silvia Avallone (Bologna), Marco Missiroli (Rimini)                                       |
| 21 marzo 2020    | Sicilia        | Nadia Terranova (Messina), Roberto Alajmo e Stefania Auci (Palermo)                                                  |
| 28 marzo 2020    | Lazio          | Chiara Gamberale, Paolo Giordano, Melania Mazzucco, Alessandro Piperno                                               |
| 4 aprile 2020    | Basilicata     | Mariolina Venezia, Franco Arminio, Gaetano Cappelli                                                                  |
| 11 aprile 2020   | Lombardia      | Antonio Scurati, Luca Doninelli, Helena Janeczeck, Francesco Permunian                                               |